# Station Ors
Station Ors is een spoorwegstation in de Franse gemeente Ors.